# Johann von Rehen

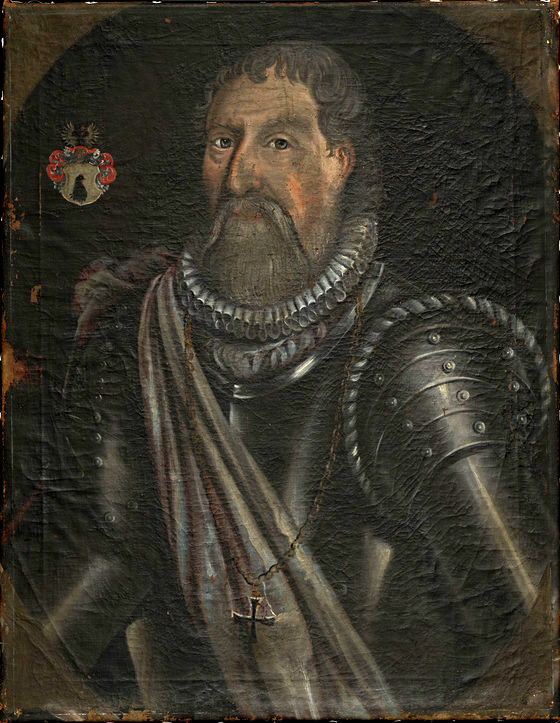
Johann von Rehen als Landkomtur, Gemälde 16. Jahrhundert

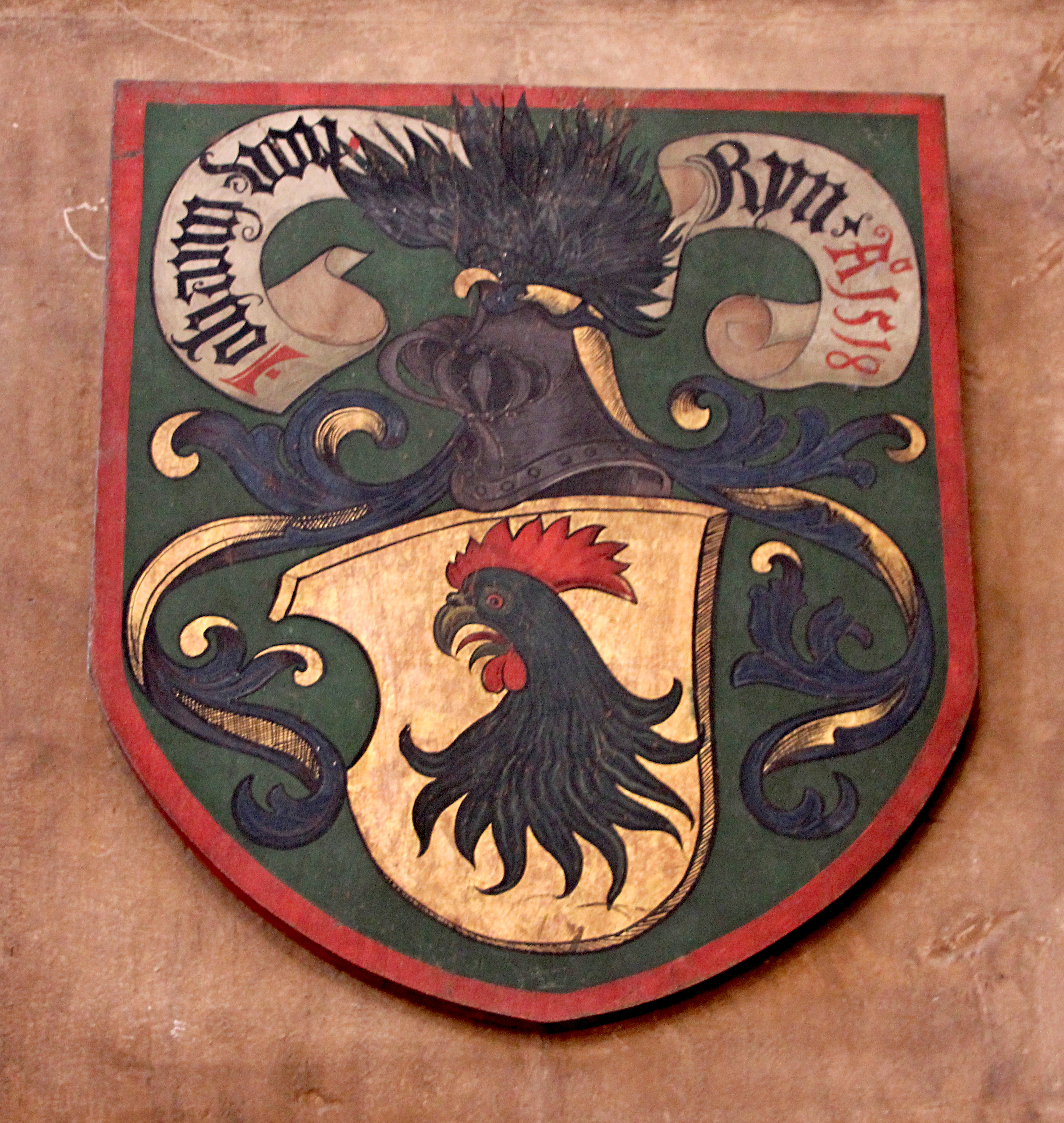
Aufschwörschild des Johann von Rehen in der Elisabethkirche anlässlich seines Eintritts in den Deutschen Orden 1518

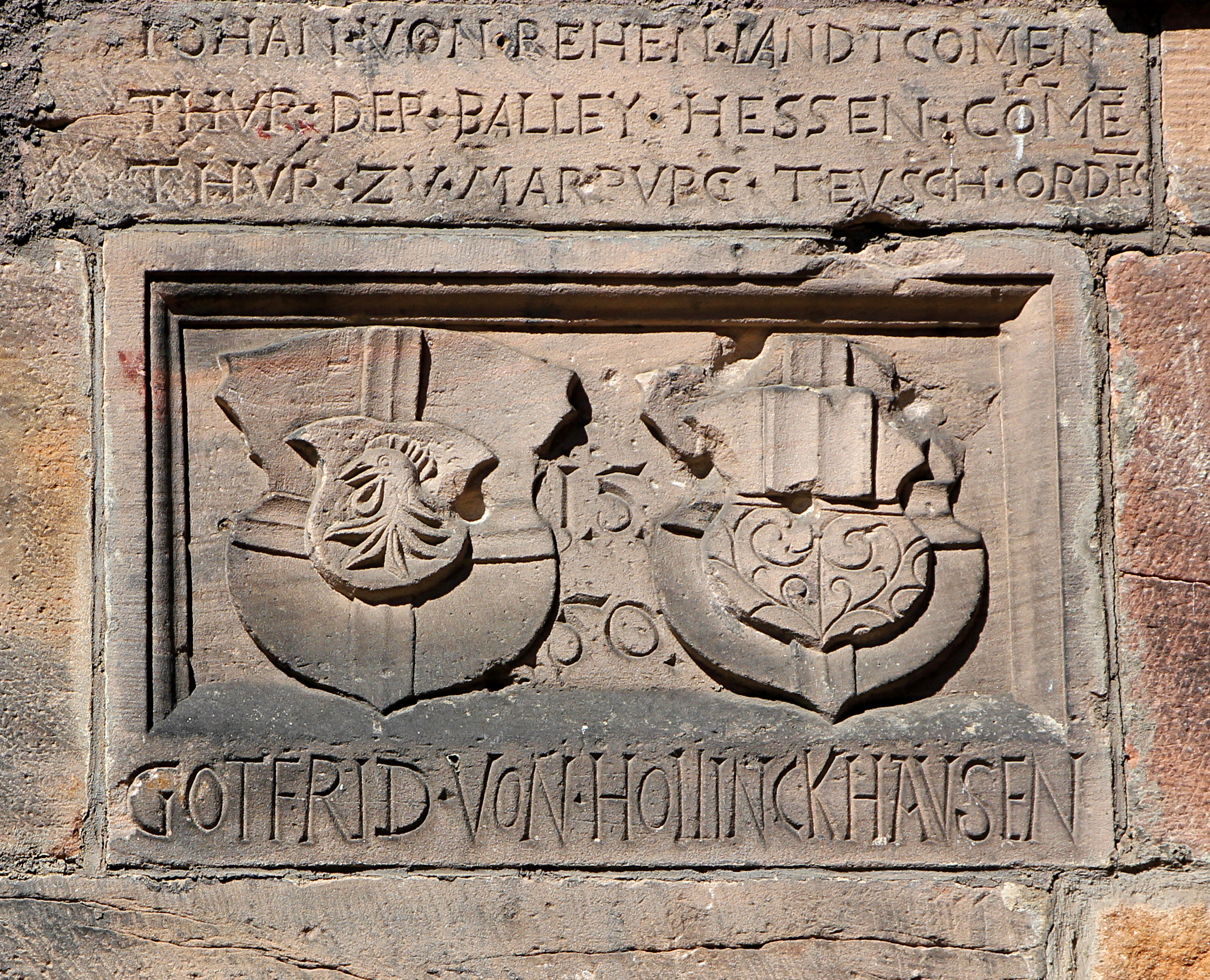
Spolienstein am Deutschen Haus in Marburg von 1550 mit dem Wappen des Johann von Rehen (links) und seinem Verwalter (Trappierer) Gottfried von Holdinghausen (rechts)

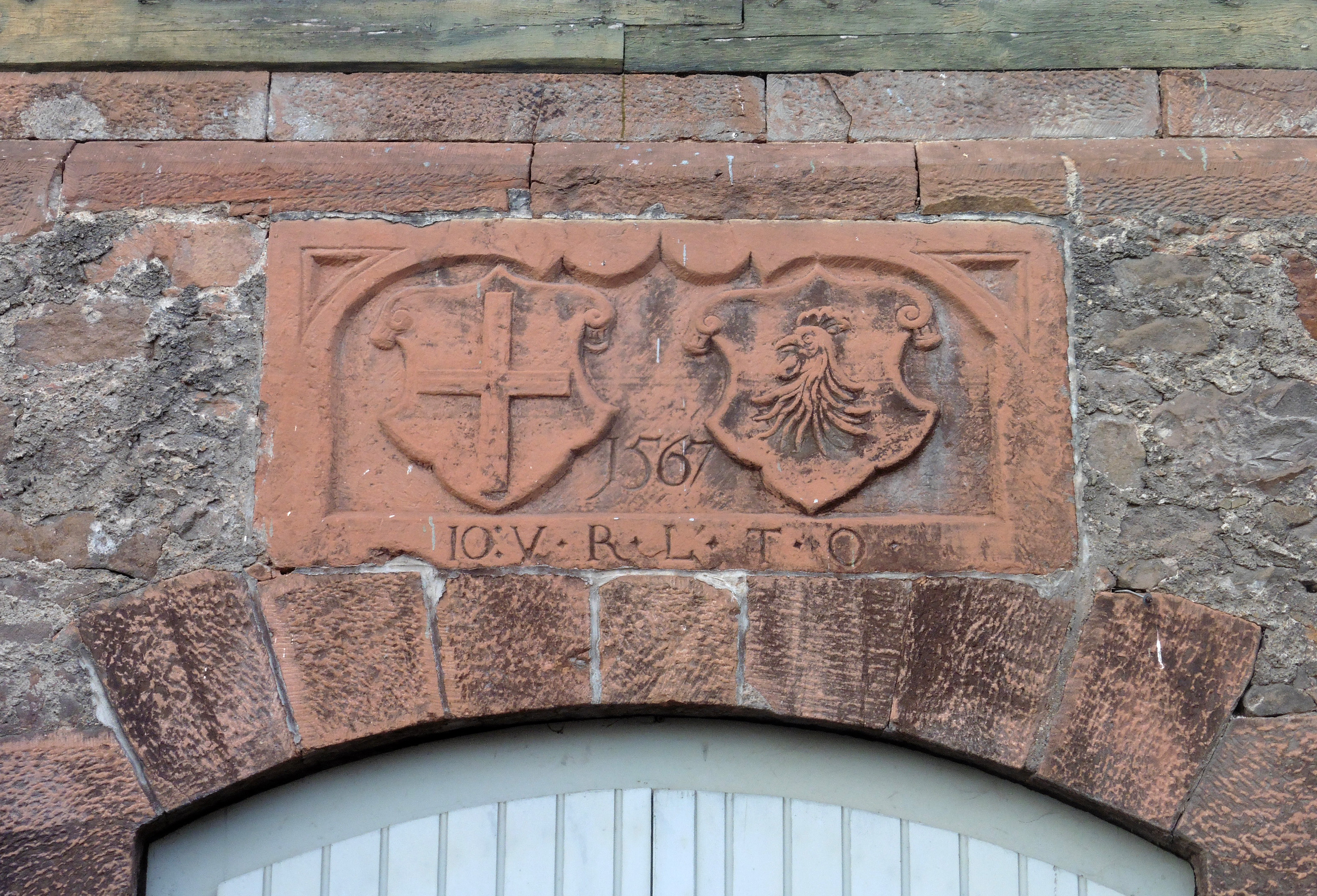
Spolienstein am Görzhäuser Hof von 1567 mit dem Wappen des Johann von Rehen (rechts)

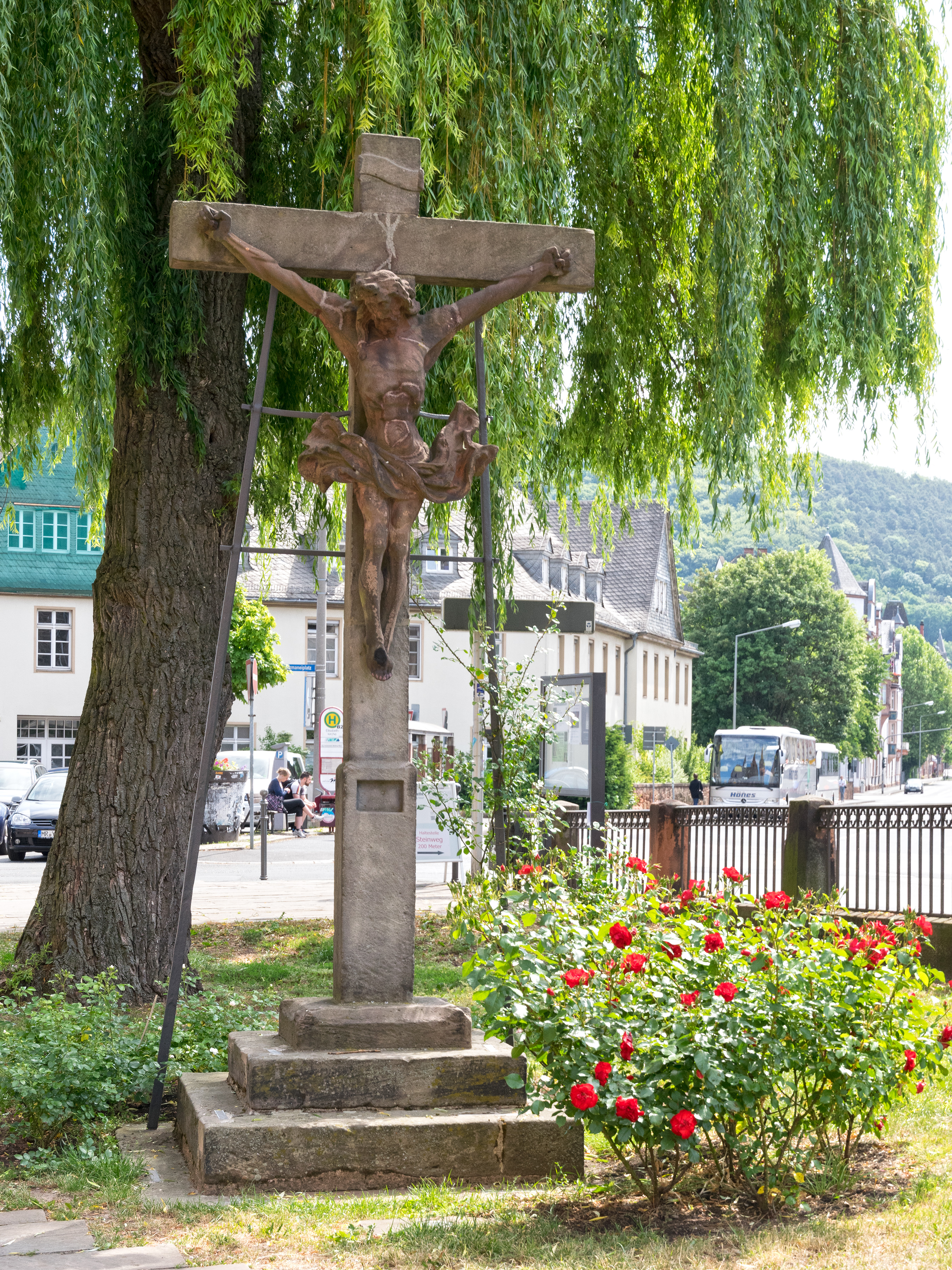
Kruzifix an der Elisabethkirche

Johann von Rehen (auch Rhena, Ryn) († 2. Dezember 1570 in Marburg) war von 1543 bis 1570 Landkomtur der Ballei Hessen des Deutschen Ordens und ihr letzter katholischer Landkomtur vor der vollständigen Einführung der Reformation im Marburger Deutschordenshaus.

## Familie
Johann von Rehen stammte aus dem örtlichen Adelsgeschlecht des nordhessischen Dorfes Rhena bei Korbach. Er entstammte der ersten Ehe seines Vaters Konrad von Rehen mit einer geborenen Huhn von Ellershausen.

## Leben
Johann von Rehen trat 1518 in den Deutschen Orden ein. Von 1538 bis 1545 war er Komtur von Flörsheim.
Landgraf Philipp I. von Hessen hatte nach Einführung der Reformation in den Jahren 1527/28 fast alle hessischen Klöster und Stifte säkularisiert. Zeitgleich versuchte er dies auch beim Deutschen Orden, indem er einen fürstlichen Prokurator in die Marburger Niederlassung zur Überwachung schickte. Nach einer Vereinbarung über umfangreiche finanzielle Leistung des Deutschen Ordens für die Landgrafschaft wurde der Prokurator wieder abgezogen. In einem zweiten Versuch ließ Philipp am 5. Mai 1543 die Landkommende Marburg des Deutschen Ordens besetzen und die anwesenden Ritter im Haus festsetzen. Die umfangreichen Besitzungen des Ordens in Marburg, Görzhausen, Kirchhain, Amöneburg, Stedebach, Schiffenberg, Felsberg, Fritzlar und Wetzlar ließ er inventarisieren und übertrug die Verwaltung seinen Beamten. Als Zeitpunkt dafür wählte der Landgraf den Moment, als der bisherige Landkomtur der Ballei Hessen, Wolfgang Schutzbar gen. Milchling, in Speyer zum Deutschmeister und Administrator des Hochmeisteramts gewählt wurde und das Amt des hessischen Landkomturs deshalb vakant war. Nur wenige Tage später, am 13. Mai 1543, ernannte Schutzbar Johann von Rehen, den Komtur von Flörsheim zum neuen Landkomtur. Bis zum Ende der Besetzung blieb dieser jedoch notgedrungen dem Marburger Haus fern. Unter Einschaltung benachbarter Fürsten und Kaiser Karls V. gelang es dem Orden schließlich im Herbst 1545, Philipp zum Rückzug aus den Ordensniederlassungen zu bewegen. Im September 1545 konnte Johann von Rehen schließlich in das Marburger Haus einziehen.
In den Jahren nach 1545 schlug das Pendel zugunsten des Deutschen Ordens aus. Als Philipp 1547 nach der Niederlage des Schmalkaldischen Bundes im Schmalkaldischen Krieg in Gefangenschaft geriet, bat er Wolfgang Schutzbar um Fürsprache beim Kaiser. In dieser Situation erreichte der Deutsche Orden nicht nur die Rückgabe der von Philipp 1539 entfernten Elisabethreliquien, sondern auch den Abschluss des Vertrags von Oudenarde vom 16. Juni 1549, der die vollständige Reichsunmittelbarkeit der Ballei garantierte und die sehr hohe Summe von 55.000 Gulden als Entschädigung für die erlittenen Verluste vorsah. Am 12. Juli 1548 konnte Johann von Rehen die verbliebenen Gebeine der Elisabeth von Thüringen (1207–1231) vom hessischen Statthalter an der Lahn, Georg von Kolmatsch und dem landgräflichen Vizekanzler Dr. Johannes Eisermann in Empfang nehmen. Der Landkomtur quittierte den Empfang mit Siegel und Unterschrift folgendermaßen: „ein Haupt mit einem Kinnhacken, item fünf Röhrlein klein und gross, item eine Riebe (Rippe), item zwey Schulterbein und sonst ein breit Bein.“
Von der Bautätigkeit in den Niederlassungen der Landkommende unter Johann von Rehen zeugen mehrere Bauinschriften. Er starb am 2. Dezember 1570 in Marburg und soll unter dem Kruzifix südlich der Elisabethkirche beerdigt sein. Zumindest bat er in seinem Testament darum, auf dem Kirchhof der Ordensherren vor dem Kruzifix beerdigt zu werden. Die nachfolgenden Landkomture wurden im Hohen Chor der Elisabethkirche oft mit sehr auffälligen Epitaphien beigesetzt. Johann von Rehen blieb wohl bis zu seinem Lebensende altgläubig, auch wenn im Deutschordenshaus Marburg der Konfessionswechsel bereits ab 1527 allmählich einsetzte. Sein Nachfolger als Landkomtur wurde der Lutheraner Alhard von Hörde (1569–1586). Seit 1681 wechselten sich in Marburg katholische, reformierte und lutherische Komturen bis zur Aufhebung des Ordens 1809 ab. Die Elisabethkirche selbst blieb lutherisch.